# Paulo Rosales
Paulo Roberto Rosales,[carece de fontes?] mais conhecido como Paulo Rosales ou Rosales (Cosquín, 10 de Janeiro de 1984), é um futebolista argentino que atua como meio-campista. Atualmente, joga no Santiago Wanderers.

## Carreira

### Newell's Old Boys
Paulo Rosales estreou em Newell's Old Boys em 2002 , com uma grande promessa para Leprosos . Rosário permaneceu na equipe até 2005 quase despercebido até que foi transferido para a Unión de Santa Fe .
Nesse período passou a ganhar o Apertura 2004 , jogando alguns jogos, a maioria entrando do banco. Equipe compartilhada com grandes jogadores como Ariel Ortega , Fernando Belluschi e Ignacio Scocco entre outros.

### Unión, Talleres, Olympiakos
Na Unión de Santa Fe jogou duas temporadas na Segunda Divisão , sem boas atuações pela equipa , sendo rejeitado pelos Torcedores . Então foi jogar metade da temporada 2007/2008 pelos Talleres de Córdoba ,com um empréstimo de seis meses.
Depois de passar pela entidade Córdoba , perto de um segundo empréstimo, a equipe optou pelo seu retorno para Unión .
No início de 2009 ele foi emprestado para o Olympiakos Volou da Grécia , com uma opção de compra, mas os gregos não usar essa opção, então o retorno da equipe tatengue .
Em 2011 ganhou promoção com Unión de Santa Fe para a Primeira Divisão , uma das peças-chave da equipe Dario Frank Kudelka .
Para a temporada de 2011/2012 na Primeira Divisão foi atribuído o número 10 , com um grande desempenho no Apertura de 2011 , tornando-se o melhor jogador e artilheiro do time e um dos melhores jogadores do torneio. Depois do Clausura 2012 , devido a sua ligação com a Unión e não estar de acordo com a liderança Santafesina , Rosales é livre para joga por qualquer clube .
No Clube "Santafesino" Paulo é reconhecido como um ídolo e como o melhor 10 da história da Unión e um dos melhores jogadores de sua história .

### Independente
Em 6 de julho de 2012 , de repente recebe um telefonema de Javier Cantero , presidente do Club Atlético Independiente , que se oferece para contratá-lo como o novo maestro da equipe de Avellaneda , e revelando que ele tinha sido escolhido a dedo por Ricardo Bochini , ídolo Histórico Red que foi capaz de trazer o n º 10 em seus títulos de volta vencedores em todo o mundo. Rosales concordou r emocionado e disse "Eu nunca imaginei que eu iria receber esta oportunidade, este é um sonho tornado realidade. Quando liguei para o Presidente não podia acreditar (...) Como eu posso dizer não a Independente? Este pode ser o passo mais importante na minha carreira, estou muito orgulhoso de que um clube tão grande quer me levar, eu estou tão animado custa-me dormir. Assim, na terça-feira 10 de julho de 2012 assinou um contrato com o clube de Avellaneda por dois anos, com opção de prorrogação por mais um ano, e se tornou o primeiro reforço do Roja na pré-temporada, sendo efetivamente atribuídos a camisa n º 20 .
Paulito marcou seu primeiro gol pela instituição Roja na primeira partida de ida da Copa Sul-Americana contra Boca Juniors que amarram 3-3 na Bombonera ,  Paulo marca o 2-2 parcial com um chute de fora da área o goleiro estava mal colocado . marcar seu segundo gol com a Roja em uma vitória por 2-1 em Avellaneda contra o Liverpool no Uruguai pela Sul-Americana, Paulito marca o 2-0, após um cruzamento de Fabian Vargas .

### Bahia
Depois de uma longa novela de idas e vindas, no dia 4 de Fevereiro de 2013, Rosales assinou o contrato até o fim do ano com o tricolor, para ser o maestro da equipe na temporada.
No dia 17 de Março de 2013 fez sua estreia pelo Bahia contra o Vitória da Conquista numa atuação discreta, onde a partida terminou em 1 a 1.
No dia 13 de Maio de 2013, o técnico Joel Santana divulga que Paulo Rosales e outros doze jogadores não fazem mais parte do elenco após a humilhante goleada sofrida pelo Vitória por 7 x 3, de acordo com o que foi divulgado Rosales está liberado para buscar um novo clube.

### Unión La Calera
Em 2014 fecha com o clube Chileno Unión La Calera.

### Santiago Wanderers
Em 2015 se transferiu para o Santiago Wanderers.

## Títulos
Newell's Old Boys
- Campeonato Argentino de Futebol: 2004